# Adriana Muñoz
Pour les articles homonymes, voir Muñoz.
Adriana Muñoz Premier (née le 16 mars 1982 à Santiago de Cuba) est une athlète cubaine spécialiste du 800 mètres et du 1 500 mètres. Elle a remporté le doublé dans ces deux épreuves aux Jeux panaméricains en 2003 et en 2011 et détient en 4 min 09 s 57 le record de Cuba du 1 500 m établi à cette occasion en 2003.

## Biographie

### Palmarès
| Date | Compétition                              | Lieu           | Résultat | Épreuve   | Performance   |
| ---- | ---------------------------------------- | -------------- | -------- | --------- | ------------- |
| 2001 | Championnats panaméricains juniors       | Santa Fe       | 1re      | 1 500 m   | 4 min 36 s 73 |
| 2003 | Jeux panaméricains                       | Saint-Domingue | 1re      | 800 m     | 2 min 02 s 96 |
| 2003 | Jeux panaméricains                       | Saint-Domingue | 1re      | 1 500 m   | 4 min 09 s 57 |
| 2005 | Championnats CAC                         | Nassau         | 5e       | 800 m     | 2 min 04 s 17 |
| 2010 | Championnats ibéro-américains            | San Fernando   | 4e       | 1 500 m   | 4 min 15 s 21 |
| 2010 | Championnats ibéro-américains            | San Fernando   | 9e       | 3 000 m   | 9 min 34 s 64 |
| 2011 | Jeux panaméricains                       | Guadalajara    | 1re      | 800 m     | 2 min 04 s 08 |
| 2011 | Jeux panaméricains                       | Guadalajara    | 1re      | 1 500 m   | 4 min 26 s 09 |
| 2012 | Championnats ibéro-américains            | Barquisimeto   | 3e       | 800 m     | 2 min 03 s 71 |
| 2012 | Championnats ibéro-américains            | Barquisimeto   | 1re      | 1 500 m   | 4 min 20 s 36 |
| 2012 | Championnats ibéro-américains            | Barquisimeto   | 2e       | 4 x 400 m | 3 min 29 s 13 |
| 2013 | Championnats CAC                         | Mexico         | 2e       | 1 500 m   | 4 min 31 s 79 |
| 2014 | Jeux d'Amérique centrale et des Caraïbes | Xalapa         | 3e       | 1 500 m   | 4 min 20 s 50 |

### Records
| Épreuve      | Performance   | Lieu           | Date         |
| ------------ | ------------- | -------------- | ------------ |
| 800 mètres   | 2 min 00 s 10 | La Havane      | 25 juin 2004 |
| 1 500 mètres | 4 min 09 s 57 | Saint-Domingue | 7 août 2003  |